# Libro Verde de Barcelona
El Libro Verde de Barcelona (en catalán Llibre Verd de Barcelona) es el libro de privilegios más importante del Consejo de Ciento de Barcelona. 
En el Antiguo Régimen, un privilegio era una disposición del poder legislativo que otorgaba un trato de favor a determinados grupos de personas. El Consejo de Ciento, al igual que otras corporaciones, copiaba en un códice, llamado libro de privilegios, los documentos que eran garantía de un derecho o de una propiedad.
El Llibre Verd consta de cuatro volúmenes manuscritos, recopilados entre los siglos XIV y XVII, escritos sobre pergamino, encuadernados en terciopelo verde -de ahí el nombre- y recoge 917 documentos del año 1025 al 1694. De los cuatro tomos, el más importante es el primero, que, aparte del interés jurídico e histórico, tiene 50 folios decorados con miniaturas hechas en el taller de los pintores Ferrer y Arnau Bassa, en el siglo XIV, y que lo convierten en una de las obras maestras de la miniatura gótica catalana.

## ElPrimer Llibre Verd
En la década de los años cuarenta del siglo XIV el Consejo de Ciento ya tenía un libro de privilegios, llamado actualmente Primer Llibre Verd, pero este libro devino obsoleto: la disposición de los documentos no obedecía a ningún orden preestablecido y las copias estaban poco cuidadas. En este contexto hay que considerar el acuerdo, tomado por el Consejo de Ciento el 1 de enero de 1346, de encargar a Ramon Ferrer, notario y entonces escribano del Consejo, la elaboración de un nuevo libro de privilegios que substituyese al Primer Llibre Verd. Esta nueva compilación debía tener una parte general, dedicada a toda Cataluña, y una parte especial, dedicada a Barcelona, ambas ordenadas cronológicamente.
En la práctica, de este acuerdo derivaron dos libros de privilegios: el Llibre Verd I y el llamado Usatges de Ramon Ferrer. Ambos libros comienzan con la copia del acuerdo del 1 de enero de 1346. Los Usatges de Ramon Ferrer no corresponden exactamente al propósito inicial, porque solamente constan de la parte general pero, extrañamente, si bien tienen las rúbricas de la parte especial, no hay ningún texto copiado que corresponda a esta parte. En cambio, el Llibre Verd I sí se ajusta al proyecto inicial.

## Los contenidos
El Llibre Verd es una compilación en cuatro volúmenes, escritos sobre pergamino. La encuadernación actual, de 1848, mantiene el color de la original, que ha dado nombre al manuscrito. El Llibre Verd I, con 402 folios, está dividido en tres partes: 
1. una parte preliminar, formada por diversos textos introductorios;
2. la parte general, llamada generale en el códice, con textos jurídicos vigentes en toda Cataluña; 
3. una parte especial, llamada speciale en el códice, con 182 privilegios y otros documentos de interés más específicamente barcelonés, comprendidos en los años 1025-1383.
Este manuscrito está ricamente ilustrado con una cincuentena de orlas, miniaturas y capitales atribuidas al taller de los artistas Ferrer y Arnau Bassa. Además, todo el códice está decorado con rúbricas rojas, y letras capitales filigranadas rojas y azules. En cuanto a la cronología, el Llibre Verd I se debió realizar entre 1346 –fecha del encargo de los consejeros− y 1370, año en que el escribano e iluminador Arnau de la Pena acababa de realizar los últimos añadidos importantes y en que el libro fue encuadernado de una manera  suntuosa y definitiva.

## Los otros volúmenes
Los tres últimos volúmenes del Llibre Verd tienen unas características formales muy parecidas a las del primer volumen, pero con una decoración mucho más modesta. El Llibre Verd II tiene 468 folis, se copian 522 documentos de los años 1265-1409 y fue elaborado en diversas etapas entre los últimos años del siglo XIV y los primeros del siglo XV. El Llibre Verd III consta de 413 folios, con 168 documentos de los años 1389-1599, y se debió hacer en diversas etapas a lo largo del siglo XVI. El Llibre Verd IV consta de 145 folios y tiene 45 documentos de los años 1575-1694; se empezó en 1602 y fue terminado durante los últimos años del siglo XVII.